# John Henry Mackay
John Henry Mackay, nato MacKay (Greenock, 6 febbraio 1864 – Charlottenburg, 16 maggio 1933), è stato uno scrittore, attivista, biografo e poeta britannico naturalizzato tedesco.
Si è segnalato come pensatore anarco-individualista, primo biografo di Max Stirner e come esponente del primo movimento omosessuale tedesco.

## Vita
John Henry MacKay nacque a Greenock in Scozia. In seguito alla prematura scomparsa del padre nel 1865 la famiglia si trasferì in Germania, a Saarbrücken. Mackay frequentò la scuola media a Burgsteinfurt e Birkenfeld presso Treviri, dove modificò il cognome in Mackay; in seguito fece un apprendistato a Stoccarda come libraio e frequentò per alcuni semestri lezioni di filosofia alle Università di Kiel, Lipsia e Berlino. Nel 1885 Mackay iniziò a frequentare gli ambienti letterari.
A Berlino entrò in contatto con il circolo dei poeti di Friedrichshagen, dove scoprì grazie alla Psychopathia sexualis di Richard von Krafft-Ebing la propria tendenza omosessuale e pederasta. Con le novelle Existenzen ("Esistenze") e Nur eine Kellnerin ("Solo una cameriera"), pubblicate nel 1888 sotto il titolo comune di Moderne Stoffe ("Materiali moderni"), Mackay divenne uno dei precursori del naturalismo letterario. Dopo un soggiorno di un anno a Londra si dedicò alle teorie del filosofo individualista Max Stirner, sulla cui vita scrisse la fino ad oggi fondamentale (ancorché da alcuni ritenuta agiografica) biografia, che uscì in tre edizioni tra il 1898 ed il 1914. La filosofia di Stirner, che proclamava un'individualità coerente in presenza di un rifiuto deciso di ogni tipo di ordini, regole e ideologie "sacre", servì da spunto a Mackay per la sua concezione di anarchismo individualista, che sviluppò nei tre Bücher der Freiheit ("Libri della Libertà"): Sturm ("Tempesta"), Die Anarchisten ("Gli anarchici") e Der Freiheitsucher ("Il cercatore di libertà").
Agli inizi degli anni 1890 conobbe l'allora sconosciuta scrittrice Gabriele Reuter, che segnalò all'editore Samuel Fischer nel 1895. Il romanzo di Reuter Aus guter Familie ("Di buona famiglia") divenne in breve tempo un bestseller - grazie anche al tono di critica sociale insito nel titolo, quest'ultimo proposto da Mackay (stando alle memorie di Reuter, l'autrice avrebbe voluto chiamare il romanzo semplicemente "Agathe Heidling").
Nel 1898 Mackay strinse amicizia con Rudolf Steiner, con il quale preparò la stesura del pamphlet propagandistico Sind Anarchisten Mörder? ("Gli anarchici sono assassini?").
Nel 1905 entrò in contatto con Benedict Friedlaender, di cui sosteneva il movimento Sezession, e con ciò si distanziò sempre più da Magnus Hirschfeld, a causa della fondamentale avversione di quest'ultimo contro la teoria del "terzo sesso". Sotto lo pseudonimo di "Sagitta", Mackay pubblicò scritti di emancipazione e lavori letterari sull'"amore senza nome" (l'attrazione di uomini adulti verso ragazzi adolescenti), che nella Germania dei tempi del Kaiser e anche nella Repubblica di Weimar venivano vietati dal punto di vista formale ma tollerati da quello sostanziale. Le sue opere sull'anarchismo individualista divennero per contro - anche grazie al supporto degli amici Benjamin Ricketson Tucker, George Schumm, Clarence Swarts e Henry Cohen - molto popolari financo negli Stati Uniti.
La drammatica inflazione dei primi anni venti in Germania fece svanire il ragguardevole patrimonio di Mackay. Negli anni successivi alcune attività editoriali fallirono a causa della disonestà dei suoi soci.
Anche le sue vecchie e nuove fatiche letterarie, che (eccezion fatta per il "romanzo criminale" Staatsanwalt Sierlin, cioè "Pubblico ministero Sierlin") non erano pensate per un vasto pubblico, gli procurarono ben pochi introiti. Nemmeno la Mackay-Gesellschaft ("Società Mackay"), fondata nel 1931, poté sostenere a sufficienza lo scrittore impoverito negli anni della crisi economica.
Mackay morì il 16 maggio 1933, probabilmente a causa di una overdose di morfina (accidentale o volontaria), nonostante soffrisse da parecchi anni di numerose malattie, e venne sepolto nel Cimitero Ovest di Stahnsdorf. Dieci giorni prima c'era stato il rogo nazista all'Institut für Sexualwissenschaft ("Istituto delle Scienze sessuali"). Adolf Hitler, già divenuto dittatore e cancelliere del Reich dal 30 gennaio, mise fine a tutte le attività del movimento tedesco d'emancipazione omosessuale, al che Mackay avrebbe deciso di togliersi la vita per protesta o come gesto di fuga e stanchezza. L'ipotesi che Mackay si sarebbe suicidato è stata invece contestata da uno dei suoi biografi, Hubert Kennedy, che attribuisce la morte a infarto cardiaco: «John Henry Mackay muore il 16 maggio 1933 nel bagno del suo medico, a causa di una serie di patimenti di cui soffriva, apparentemente per una crisi cardiaca. Soffriva anche di calcoli renali alla vescica».
La memoria della persona di Mackay e delle sue opere viene perpetuata dal 1974 dalla Mackay-Gesellschaft, mentre i suoi studi sono stati proseguiti dai lavori storico-critici di Hubert Kennedy. La prima biografia di Mackay è stata scritta nel 1979 da Kurt Zube (sotto lo pseudonimo di "Solneman").

## Opere
- Kinder des Hochlands (1885)
- Anna Hermsdorf (1885)
- Sturm, raccolta di poesie (1888)
- Die Anarchisten (1891)
- Albert Schnell's Untergang. Schluß der Geschichte ohne Handlung: Die letzte Pflicht (1895)
- Max Stirner (1898)
- Der Schwimmer (1900)
- Hans, mein Freund und Die Wasserratte (1910)
- Der Freiheitsucher. Psychologie einer Entwicklung (ca. 1920)
- Gli anarchici. Quadro della fine del XIX secolo, prima edizione italiana, traduzione di P. Flori, Milano: Casa editrice sociale, 1921.
- Der Puppenjunge (1926)
- Die Namenlose Liebe – in sette volumi (1906 – 1926)
- Der Unschuldige (1936)
- Max Stirner. Vita e Opere, traduzione integrale di C. Antonucci, Roma: Bibliosofica Editrice, 2013.